# Charcosombrío
Charcosombrío o Barroquejón es un personaje de ficción de la serie de fantasía Las Crónicas de Narnia, de C. S. Lewis. Charcosombrío aparece en La silla de plata, en la que él es uno de los personajes principales. También figura en el País de Aslan al final de La última batalla. Charcosombrío es un alegre meneo de la Marisma, aunque los mismos son más conocidos por sus puntos de vista pesimistas de la vida. Así pues, aunque es un meneo de la Marisma alegre, sigue teniendo una personalidad más bien sombría, y, como prueba, Eustace y Jill (también protagonistas de la historia) inicialmente tenían la idea de que Charcosombrío era un "aguafiestas", pero luego cambiaron su pensamiento).

## Nombre
El nombre Charcosombrío (en inglés: Puddleglum) puede ser un típico nombre para un renacuajo del pantano, pero también puede ser visto como una concatenación de "charco" para la zona húmeda donde viven los renacuajos del pantano, y "sombrío", que describe su visión de la vida.
En algunas ediciones en español, al menos en Chile, aparece con el nombre de Barroquejón.

## Personalidad
Aunque dice ser inusualmente despreocupado para los estándares de su raza, Charcosombrío se perfila con rapidez como un personaje marcadamente negativo, haciendo un fuerte contraste con los idealistas Eustace y Jill. Es pesimista y desconfiado hasta extremos cómicos, y frecuentemente insiste en que su postura es la más sensata. Al final del libro, sin embargo, Charcosombrío parece haber evolucionado positivamente gracias al tiempo pasado con ellos.
- Datos: Q2584129